# Girard Desargues
Girard Desargues, též Gérard Desargues, (21. února 1591 Lyon, Francie – říjen 1661 Lyon) byl francouzský matematik, inženýr a architekt. Je znám především jako jeden z objevitelů projektivní geometrie, v níž nese jeho jméno tzv. Desarguův teorém.

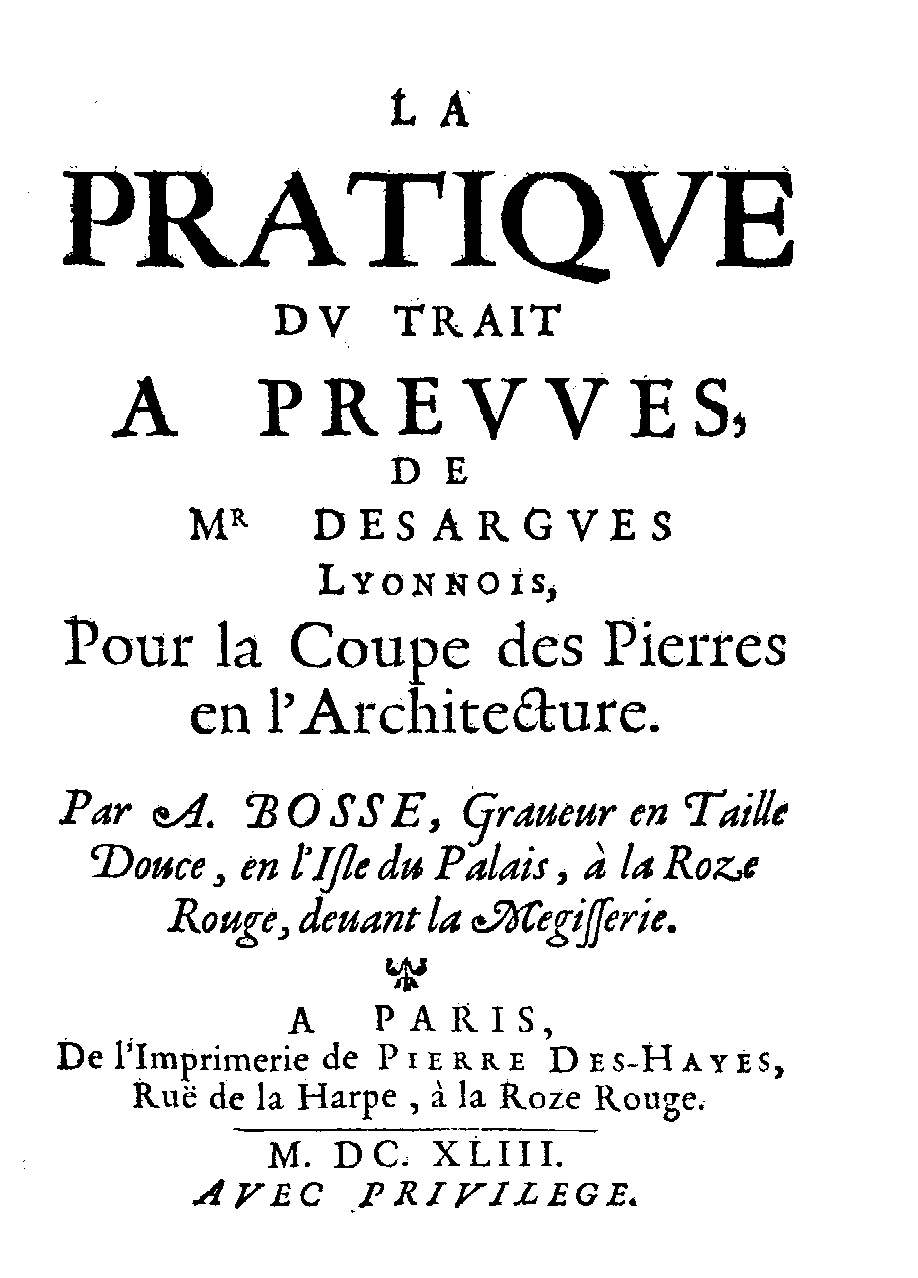
Pratique du trait a preuves (1643)

Je po něm pojmenován měsíční kráter Desargues.